# Beaufort (Nord)
Beaufort ist eine Gemeinde im Norden Frankreichs mit 1.008 Einwohnern (Stand: 1. Januar 2022). Sie gehört zur Region Hauts-de-France, zum Département Nord, zum Arrondissement Avesnes-sur-Helpe und zum Kanton Avesnes-sur-Helpe (bis 2015: Kanton Hautmont). Die Einwohner werden Beaufortois genannt.

## Geographie
Beaufort liegt etwa 35 Kilometer ostsüdöstlich von Valenciennes. Umgeben wird Beaufort von den Nachbargemeinden Louvroil im Norden, Ferrière-la-Grande im Nordosten, Damousies im Osten, Wattignies-la-Victoire im Südosten, Floursies im Süden, Éclaibes im Südwesten, Limont-Fontaine im Westen sowie Hautmont im Nordwesten.
Die Route nationale 2 führt durch die Gemeinde.

## Bevölkerungsentwicklung
| Jahr                      | 1962 | 1968 | 1975 | 1982 | 1990 | 1999 | 2008 | 2013 |
| ------------------------- | ---- | ---- | ---- | ---- | ---- | ---- | ---- | ---- |
| Einwohner                 | 1073 | 1067 | 1010 | 1011 | 1100 | 1012 | 981  | 970  |
| Quelle: Cassini und INSEE |      |      |      |      |      |      |      |      |

## Sehenswürdigkeiten
Siehe auch: Liste der Monuments historiques in Beaufort (Nord)
- Ruinen eines Donjon aus dem 12. Jahrhundert (Monument historique)
- Kirche Notre-Dame-de-l’Assomption aus dem 16. Jahrhundert

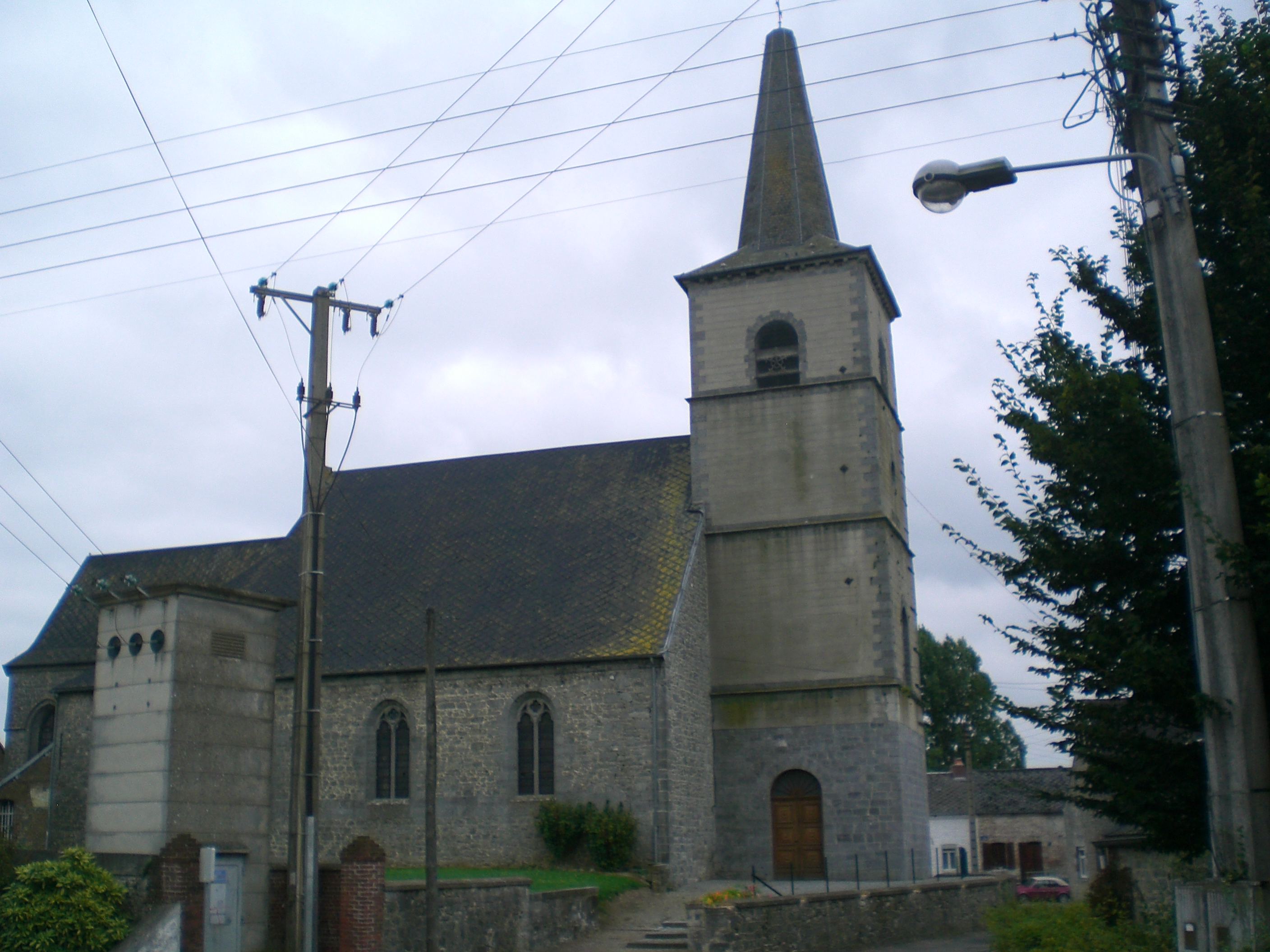
Kirche Notre-Dame-de-l’Assomption

- Rathaus von 1892